# 知日派
知日派（ちにちは）あるいは知日家（ちにちか）とは、日本の社会・文化などに対して深い理解を持つ言動を行う外国人を指す言葉である。日本文化を愛好する「親日」とは一般に区別され、対日強硬派の知日家もありうる。
また、特に国際政治において、日本政府の手法を知り尽くした政権スタッフやタフ・ネゴシエーター（手ごわい交渉相手）、ジャパンハンドラー（日本を熟知した手ごわい交渉者）を指すことが多い。この意味での知日派の代表としてリチャード・アーミテージ、マイケル・グリーン、ジョセフ・ナイ、カート・キャンベルらがあげられる。
中国や韓国でも用いられる語句であるが、特に韓国の場合には「親日派（チニルパ）」が売国奴と同義になるため、「知日派」が用いられる（詳しくは当該ページを参照のこと）。政治とは無関係に日本文化に熱中する人々は中国・台湾では「哈日族」、韓国ではやや軽蔑的に「イルパ」と呼ばれる。
このページでは「親日家」もまとめて記載する。

## 知日派として知られる著名人
物故済みの、歴史上の人物も含む。

### 欧州

#### フランス
ジャック・シラク
フランス第五共和政の第5代大統領。大の日本贔屓で、公務以外にプライベートで何回も来日している。大の好角家でもあり、愛犬に「スモウ」と命名している。また、本場所開催中には執務を執るエリゼ宮に、駐日フランス大使館から連日大相撲の結果を詳細に報告させているほか、時にはわざわざ来日して枡席から観戦する。大統領就任前のパリ市長時代には、日本テレビ系クイズ番組『第9回アメリカ横断ウルトラクイズ』の決勝地として積極的にパリ市への誘致を行ったほか、1986年、大相撲のパリ公演に際しても自ら主催し、1995年に再度行われたパリ公演に際しては、今度はパリ市長を押しのけフランス大統領として自ら主催者になった。また、土偶と埴輪の相違点について専門家並の説明ができる。
アンドレ・マルロー
フランスの作家、政治家。
エドモン・ド・ゴンクール
フランスの研究家。日本美術の研究家で、フランスの芥川賞に相当するゴンクール賞を創設。自らジャポニスムの先駆者を自任した。
クロード・レヴィ=ストロース
フランスの社会人類学者。幼少時にジャポニスムに触れてから晩年まで、日本の工芸品や美術品を愛好した。日本文化に深い関心を寄せ、日本を世界の中で強い独自性を持つ文化圏として「日本文明」と位置づけた。日本の仏教の受容のあり方（神道との共存）を高く評価し、自らも仏教を受け入れていた。数度訪日し、1993年には勲二等旭日重光章が授与されている。

#### ドイツ
フィリップ・フランツ・フォン・シーボルト
ドイツの医師、博物学者。長崎に私塾・鳴滝塾をつくった人物。オランダ商館医の身分で赴任したため、オランダ人のふりをしていた｡
ブルーノ・タウト
ドイツの建築家。

#### イギリス
ジェレミー・ハント
イギリスの政治家。日本で2年間英語教師を務めた経験があり、日本語にも堪能である。モダン日本文化愛好家でもある。

#### スイス
シャルル・デュトワ
スイスの指揮者。

#### フィンランド
ツルネン・マルテイ （弦念丸呈 / Martti Turunen）
宣教師として来日、英会話塾講師に転身し、1979年日本に帰化。湯河原町議を経て、2002年から2013年まで参議院議員を務めた。

#### セルビア
ドラガン・ストイコビッチ
元サッカー選手。元名古屋グランパスエイト監督。

### 北米

#### アメリカ
エドウィン・O・ライシャワー
アメリカの東洋史研究における第一人者。東京都（当時東京府）生まれ、後妻は日本人。1961年から1966年まで、駐日大使を務め、退官後も日本及びアジア研究者として日米間を緊密に往復しつつ活躍した。上記の経歴のため、公の場では英語で通したが、非公式な会見などでは時折日本語も話したという。
父親のA・K・ライシャワーも日本研究者として知られ、明治学院などで教鞭をとった。
カート・キャンベル
外交官。クリントン政権時代に国防総省でアジア・太平洋担当副次官補、オバマ政権（第1期）に国務省で東アジア・太平洋担当次官補と、一貫して対日問題を扱った。
ジョセフ・グルー
アメリカの外交官。1932年から1941年（日米開戦時）の駐日大使。終戦の際、国務次官（国務長官代理）として日本本土決戦回避、天皇制維持に尽力。占領期も米国対日評議会 (American Council on Japan, ACJ) などでの活動を通じて日本の復興路線を支持した。知日派外交官のゴッドファーザー的存在としても知られた。
ジョセフ・ナイ
アメリカの国際政治学者・政治家。民主党系であるが共和党系のアーミテージとともに「アーミテージ・レポート」を作成。一時、新任の駐日アメリカ大使として名が挙がった。
ポール・ラッシュ
立教大学教授。1941年の日米開戦後も日本残留を希望したが、翌年交換船で強制送還された。終戦後にGHQの一員として再来日し、日本占領政策に携わった。
マイケル・グリーン
アメリカの政治学者、外交官。日米同盟関係に精通した研究者兼実務家として1990年代より活躍している。
ケビン・メア
弁護士、外交官。妻は日本人。歯に衣着せぬ発言がたびたび問題視される。沖縄で総領事を務めていた当時からたびたび舌禍事件を起こし、2010年には国務省内でアメリカン大学の学生を対象に講義した際の発言が問題視されて日本部部長を解任され、国務省を依願退官した。
マルコ・ルビオ
アメリカ合衆国の政治家でフロリダ州弁護士である。所属政党は共和党。日本を含めた東アジアの安全保障政策に精通しているほか、香港問題や台湾問題にも詳しい。

### 南米

#### ブラジル
ドゥンガ
元サッカー選手。現サッカーブラジル代表監督。Jリーグのジュビロ磐田でプレーしたことがあり、「日本も日本人も好き」と発言している。

### アジア・ユーラシア

#### 韓国
朴正煕
韓国の軍人・政治家、第5〜9代大韓民国大統領として軍事独裁政権を主導。日本の陸軍士官学校を卒業し、満州国軍人になった経歴がある（日本陸軍の経歴はない）。当時の通名は“高木正雄”。大統領としては、日韓基本条約を結び、日本との国交を回復。韓国が「日本に学び、強国になる」ことを目指した。プライベートでは日本統治時代を評価するなど、韓国の要人としては異例な発言も伝わる。一方で反日的な愛国教育を推進するなどもしており、自身が在日韓国人に襲撃され陸英修夫人が殺害された際（文世光事件）には「日本は赤化工作の基地となっている」と怒りを露わにした。
金大中
韓国の政治家、第15代韓国大統領。朴正煕の政敵であったが、彼もまた日本との関係が深く、朴政権によるテロを逃れて、1972年から1985年まで日本やアメリカで活動を行った。朴政権下のKCIAにより、日本のホテルから拉致監禁されたこともある（金大中事件）。大統領としては日本文化の自由化を進め、日本の常任理事国入りに対する韓国の支持を求めたこともある。
金玉均
朴鉄柱
「日本上代文化の研究」「帰化文化の研究」「日本の信仰、道徳等精神文化の研究」を研究主題とするシンクタンク機関韓日文化研究協会を設立。
池明観
日本女子大学で20年教鞭を執り、日韓文化交流会議韓国側座長を務めた。韓国における軍事独裁政権批判でも知られ、「T・K生」の名で『韓国からの通信』を書いたことを告白。
金鍾泌
韓国元首相。長く日韓議員連盟役員をつとめ日韓ロビーの韓国側ロビーを務めるなど対日融和に努めた。学生時代に日本留学を希望し読書家で菊池寛等日本文学にも造詣があった、韓国の政治家としては稀有な知日派であった。日韓基本条約締結の際には自ら「現代の李完用になる。」として激しい反対運動と対峙した。金大中事件の際には韓国政府を代表し日本政府側に謝罪したため韓国の一部から「日本に謝るとは何事か。」と批判を浴びた。引退後には「日本が好きな私」と発言した事もある。非公式な日本関係者との懇談では流暢な日本語を披露したという。
全斗煥
韓国10、11代元大統領。軍事独裁政権の権力者として民主化運動を弾圧したため、韓国国民、特に左派からの評判は悪かったが光復節の演説では「日本帝国主義を責めるだけではなく、我々の責任を顧みるべきだ」と発言するなど行き過ぎた反日運動に歯止めを呼びかけた。また1983年に韓国大統領として初めて公式来日し、昭和天皇と会談した。日本の政財界とのパイプも深く、特に瀬島龍三とは若手将校時代から親しく、ソウルオリンピック開催を巡り援助があったという説もある。1985年に中曽根康弘が靖国神社参拝をした際には、強い抗議をせず、韓国内部から弱腰と批判されている。
呉善花 （オ・ソンファ / 오선화）
韓国出身の日本評論家。1983年に日本の大東文化大学に留学し、以降知日派となる。1991年に日本に帰化。著書に『「日帝」だけでは歴史は語れない』『「反日韓国」に未来はない』などがあり、対立する日韓の歴史問題について、主に韓国の側を批判している。
崔基鎬
宣銅烈 （ソン・ドンヨル / 선동열）
韓国、日本で活躍した元プロ野球選手・元監督。ヘテ・タイガース（現・起亜タイガース）で、155km/h前後の速球と2種類の高速スライダーと制球力で抜群の成績をあげた。後に日本球界入り、中日ドラゴンズに入団し好成績を残した。元三星ライオンズ・起亜タイガースの監督であり、2017年から2018年まで韓国の代表監督も務めた。韓国のエースと呼ばれながら現役時代から尊大なところがなく、人間関係も良好で、日本球界を中心に多くの人脈を持つ。流暢な日本語を操り、日本の高校野球のファンでもあり、プロ野球マスターズリーグにも参加するなど知日家として知られる。
白眞勲
元・日本駐在のジャーナリストで2003年に帰化。前参議院議員。

#### 中華民国（台湾）
蔣介石
日本の陸軍士官学校の出で、日本語にも堪能であった。戦後処理の相談をフランクリン・ルーズベルトに持ちかけられるなど、連合国軍首脳随一の知日派として知られた。日中戦争では当初は国共内戦での勝利を優先していたが、中途から徹底抗戦に転じ、対日協力者の粛清など強硬戦略を敷いて、連合国の一員として日本に対し勝利した。戦後は「徳を以って恨みに報ず」という声明を出し、復員を円滑に進め、日本における親華派・親台派の形成に寄与した。台湾での独裁政権時では、知識階級を大量虐殺し、日本語の使用を完全に禁止するなど日本色の一掃を図ったため台湾の本省人には評価が低いが、総統代理として息子の蔣経国を明治神宮へ公式参拝させるなど、日本と良い関係を維持した。
李登輝
日本統治時代に教育を受けた世代（日本語世代）の代表格といえる人物。太平洋戦争では日本軍で高射砲を扱っていた。彼は4つの言語に堪能であり、日本語、台湾語（閩南語）、英語、国語（北京語）の順に得意とされる。自らを「半日本人」と言ってはばからず、新渡戸稲造の『武士道』の研究、靖国神社参拝の全面支持や台湾における日本の植民地政策を高く評価するなどし、日本の保守系のメディアに登場することが多い。一方、前総統という立場にありながら過度に親日であるとして、台湾や中国では売国奴と罵られることがある。
謝長廷
李登輝と同じく京都大学への留学歴があり、対日関係を重視していることから知日派といわれる。

#### 中国大陸
周恩来
明治大学に留学した。日中国交正常化の際、田中角栄らをもてなし、後の日本の政界に影響力を持つ親中派を作り上げることに一役買った。
胡耀邦
改革開放の一環として日本との関係を深めることに腐心した。靖国神社を公式参拝していた中曽根康弘は、「向こうの親日派（胡を指す）が失脚されるのはごめんだ」という理由でとりやめたことがある。ただし「日本は誤国主義者原子爆弾は4発投下すべきだった。」と発言し批判を浴びたことがある。
趙紫陽
胡耀邦の後継者として日本では親日家のイメージがあり、日本への友好的な態度が失脚の一因と考えられている。
鄧小平
1978年の日中平和友好条約締結時に来日し工業地帯等を視察した際に日本の技術水準、生活水準の高さに驚愕し「日本は世界史上で最も成功した社会主義国だ」と述べ、その事が後の改革開放路線に繋がったと言われる。ただし実権を握っていた後期は侵華日軍南京大屠殺遭難同胞紀念館をオープンさせるなど次第に反日路線にシフトし自らの後継者にも対日強硬派の江沢民を指名した。
胡啓立
曽慶紅
李克強
北京大学の学生時代から日本を数回訪問し、複数の政治家の自宅にホームステイをした経験も持つ。
唐家璇
王毅
武大偉
程永華
劉洪才
孫平化
王暁雲
蕭向前
張香山
郭沫若
孫文
康有為
愛新覚羅善耆
愛新覚羅溥傑
愛新覚羅憲奎（金壁東）
愛新覚羅顯㺭（川島芳子）
梁啓超
宋教仁
羅振玉
殷汝耕
汪兆銘
石平 (評論家)（帰化）
天安門事件を契機に中国に深い絶望を抱き、明確な「反共、親日」を打ち出している評論家。その極端な姿勢から世に出た際、中国の言論界から「石平とは中国人を装った日本人だ」と漢民族であることを否定されていた。

### ロシア
ミハイル・ゴルバチョフ
旧ソ連元大統領。ソ連崩壊後も度々日本を訪れている。
スタニスラフ・ブーニン
世界的に著名なピアニスト。後に旧西ドイツへ亡命・帰化。
イーゴリ・コワリ
サハリン州南クリール行政区（北方領土） 前区長（前地区議会議長）。2009年10月12日、与党系政党「公正ロシア」から出馬し再選に挑んだが、政権与党「統一ロシア」のワシーリー・ソロムコに敗れ、落選した。
グリゴリー・セミョーノフ
ロシア内戦時の白軍首脳の一人。

## 日本側の動き
日本では知日派と交流を持つなどして国益に繋げようとする動きも見られる。
2015年、安倍晋三首相は訪米先のマサチューセッツ工科大学 (MIT) で、MIT・コロンビア大学・ジョージタウン大学の3大学にそれぞれ500万ドルの支援をすることを表明した。日本の政治・外交の研究を支援することで知日派の育成に繋げる狙いがあるとされる。
同年9月、日本政府は「知日派・親日派リスト」を作成し省庁横断で共有することを決定した。